# Fátaga
Fátaga är en ort i Spanien.   Den ligger i provinsen Provincia de Las Palmas och regionen Kanarieöarna, i den sydvästra delen av landet, 1 800 km sydväst om huvudstaden Madrid. Fátaga ligger 608 meter över havet och antalet invånare är 370. Den ligger på ögruppen Kanarieöarna.
Terrängen runt Fátaga är kuperad västerut, men österut är den bergig. Runt Fátaga är det ganska tätbefolkat, med 104 invånare per kvadratkilometer. Närmaste större samhälle är Santa Lucía, 3,6 km nordost om Fátaga. Omgivningarna runt Fátaga är i huvudsak ett öppet busklandskap.

## Galleri

Barranco de Fataga 2016
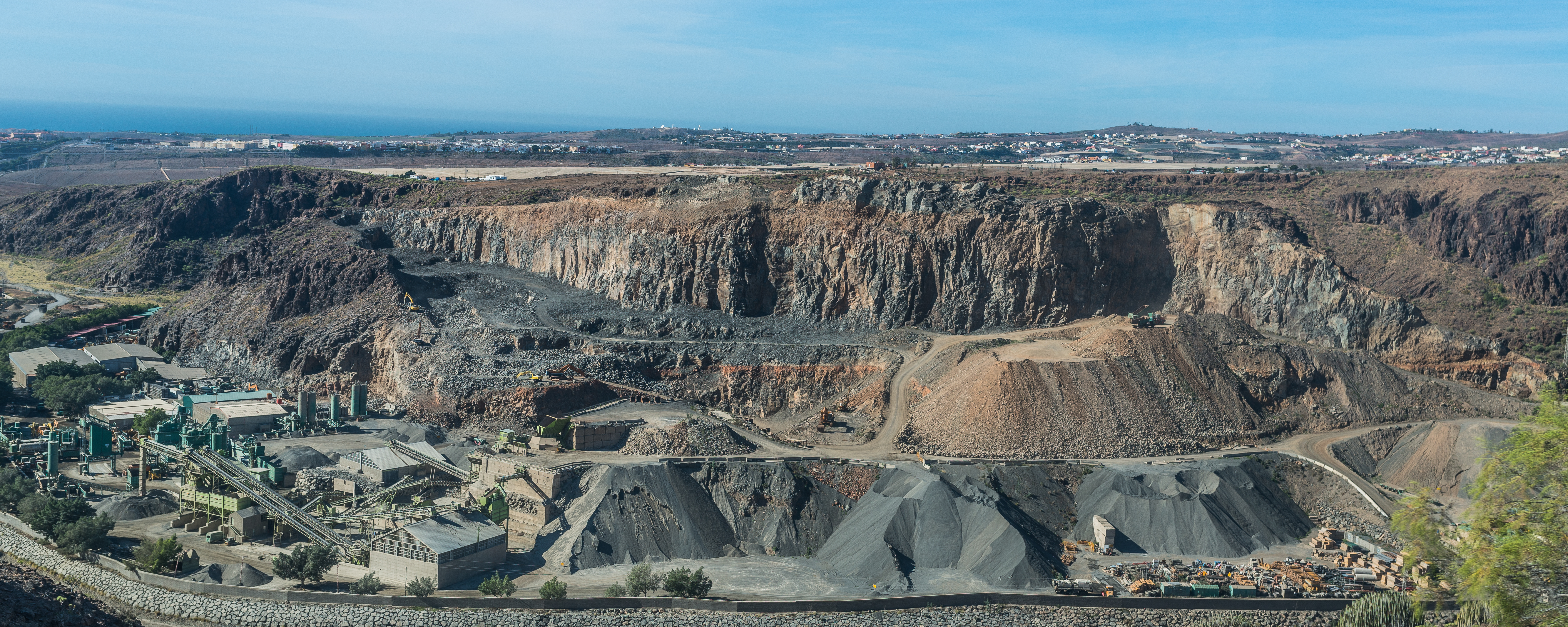
Fataga ravin
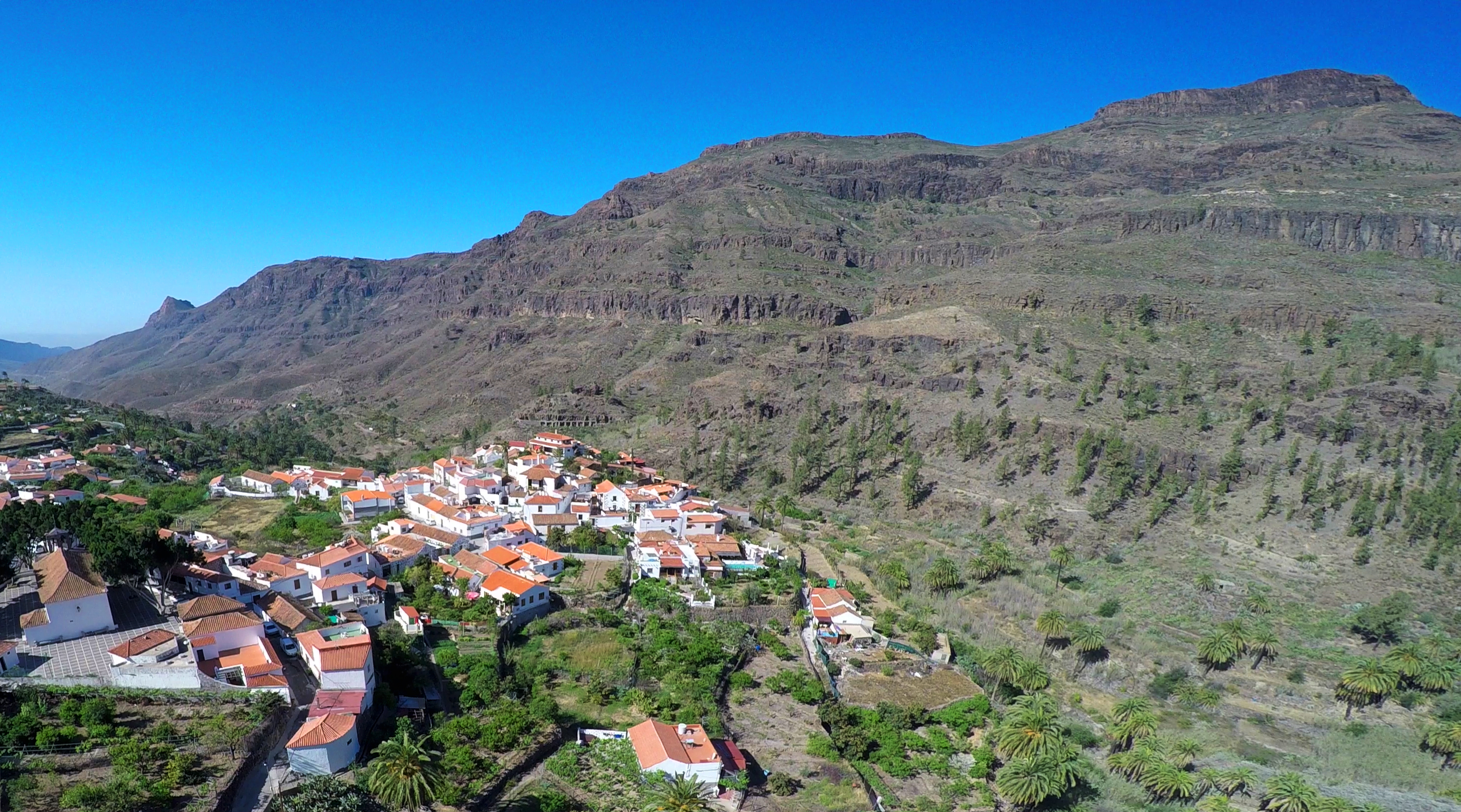
Vy över Fataga
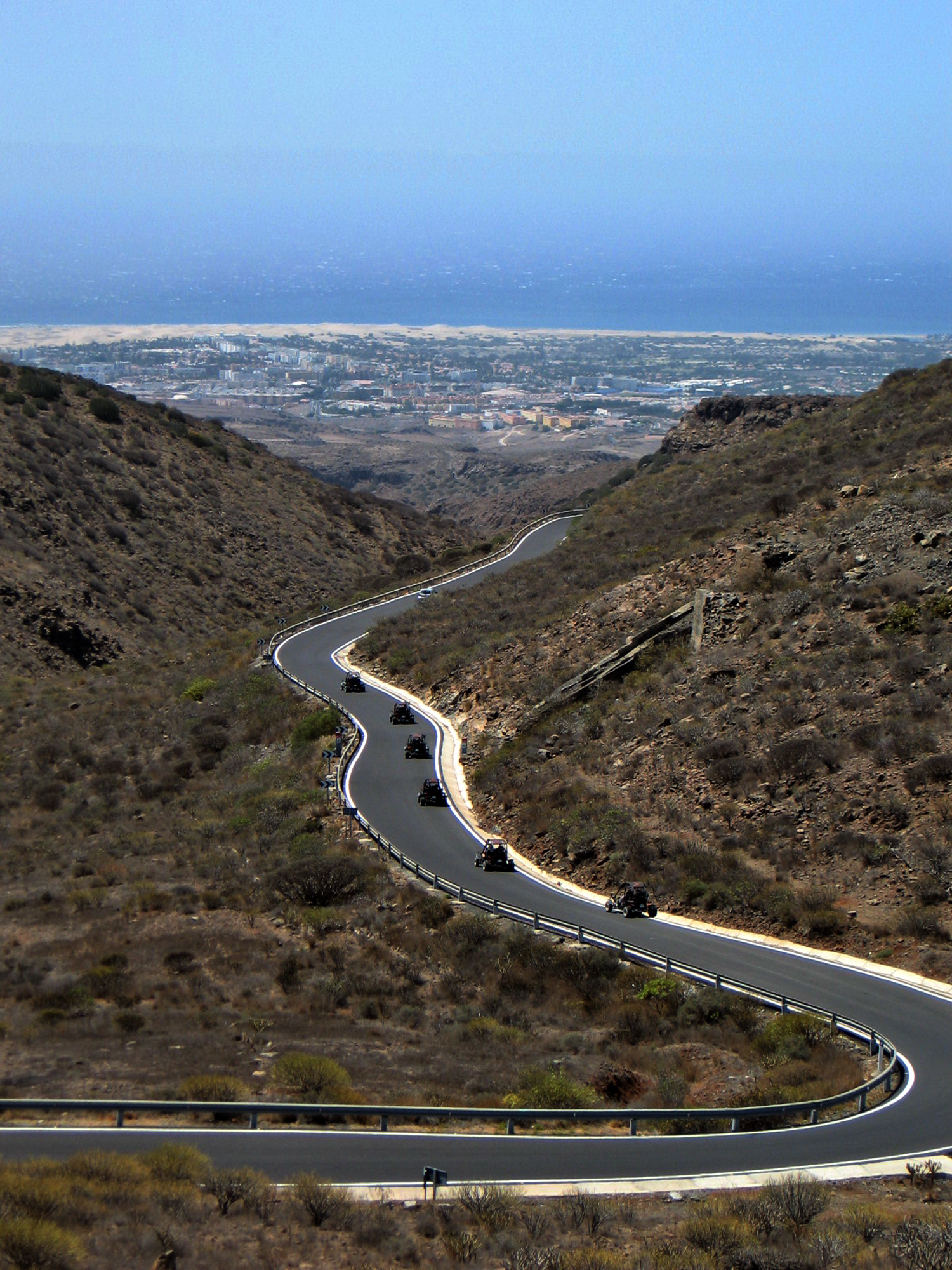
Vy mot havet
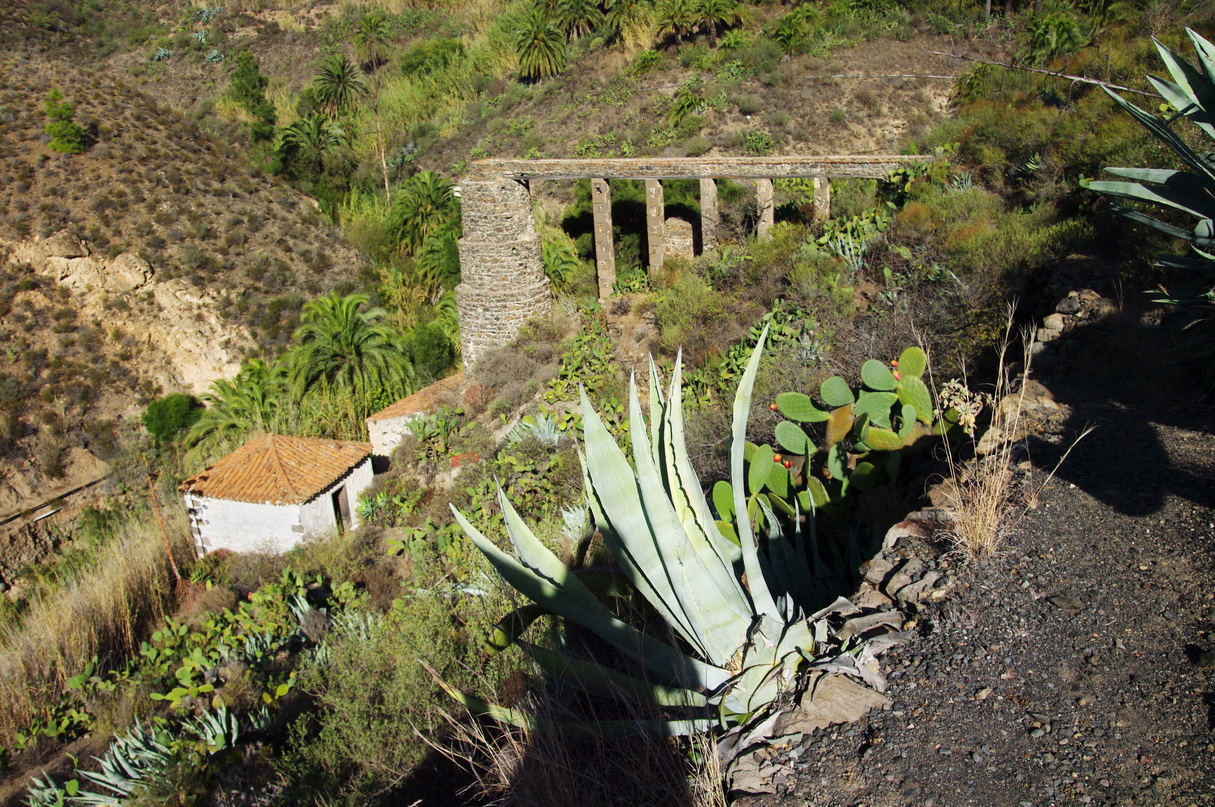
Fataga vattenkvarn
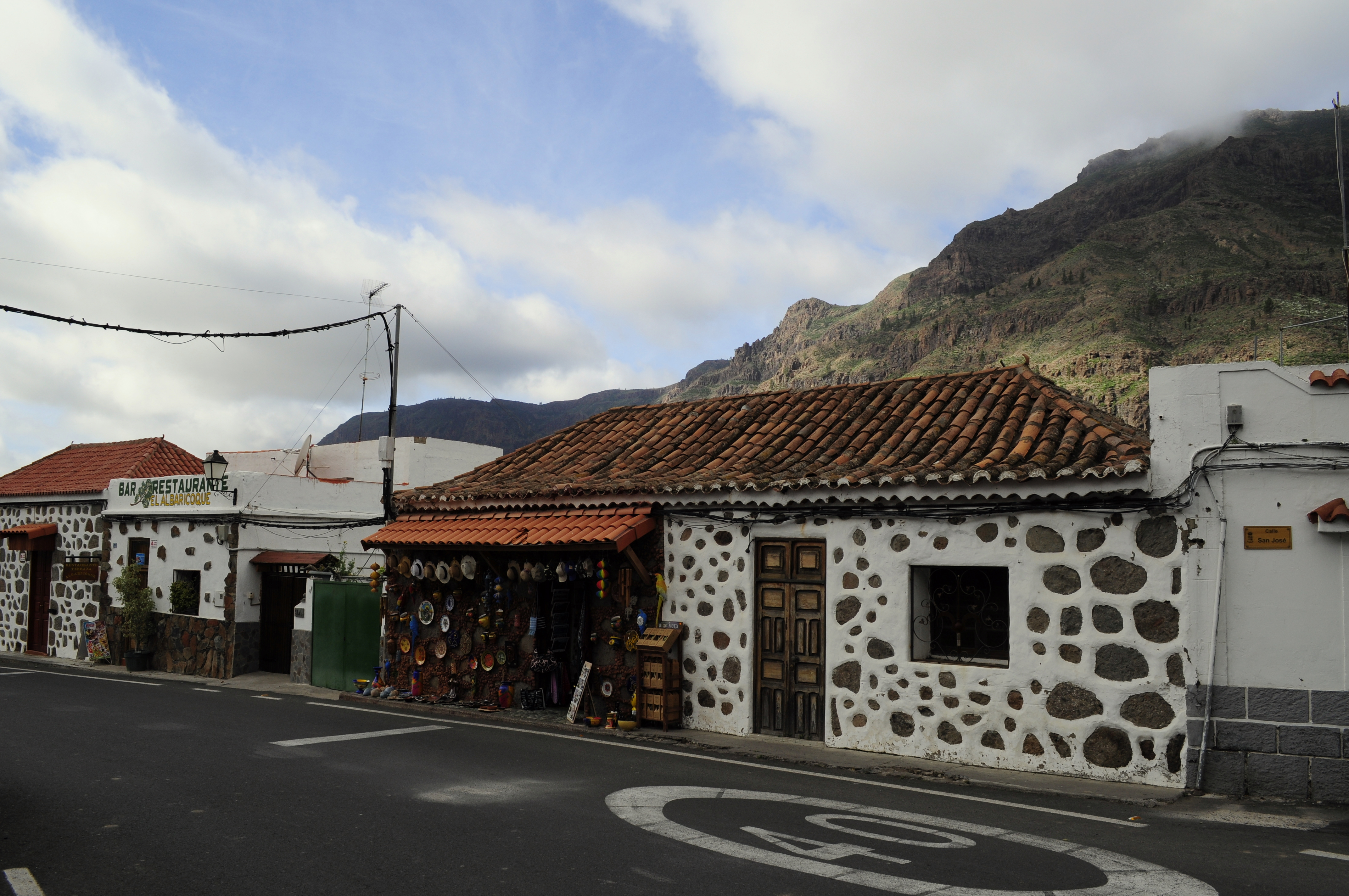
I byn
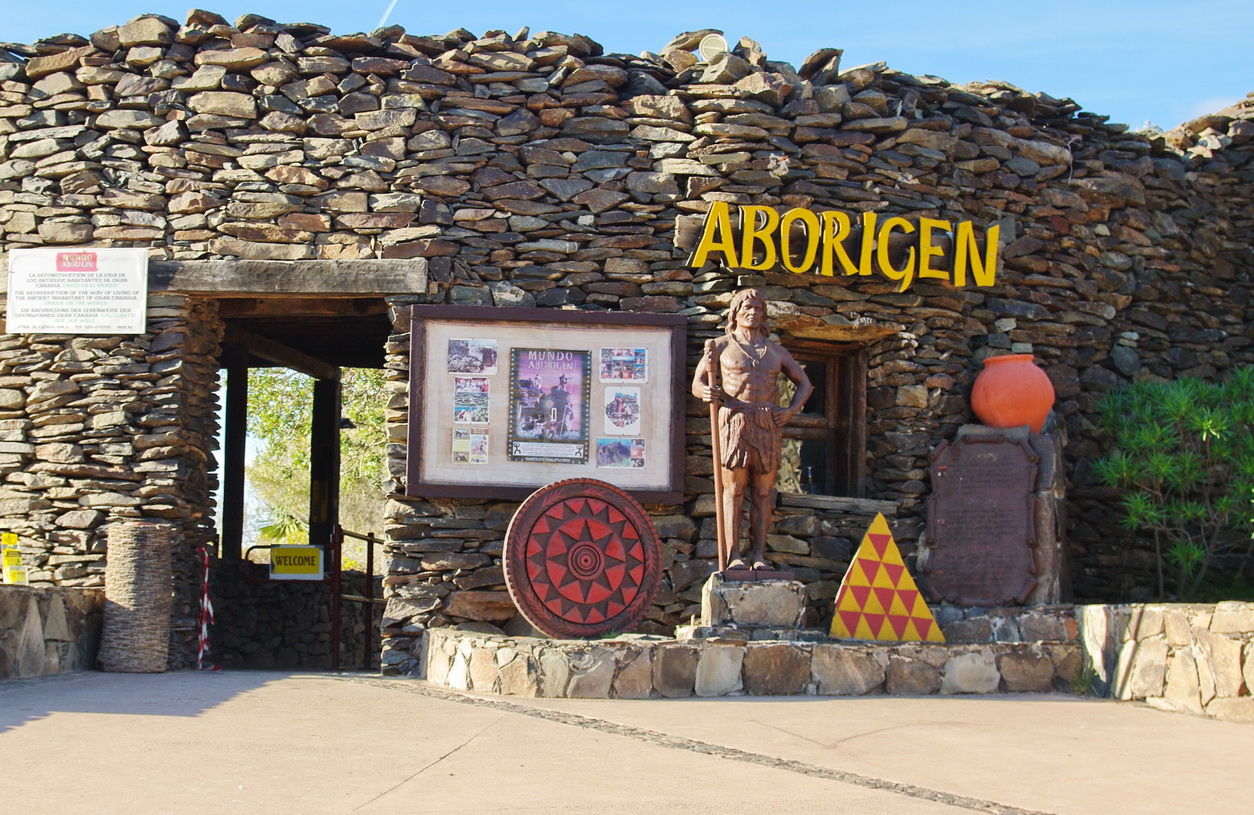
Museum
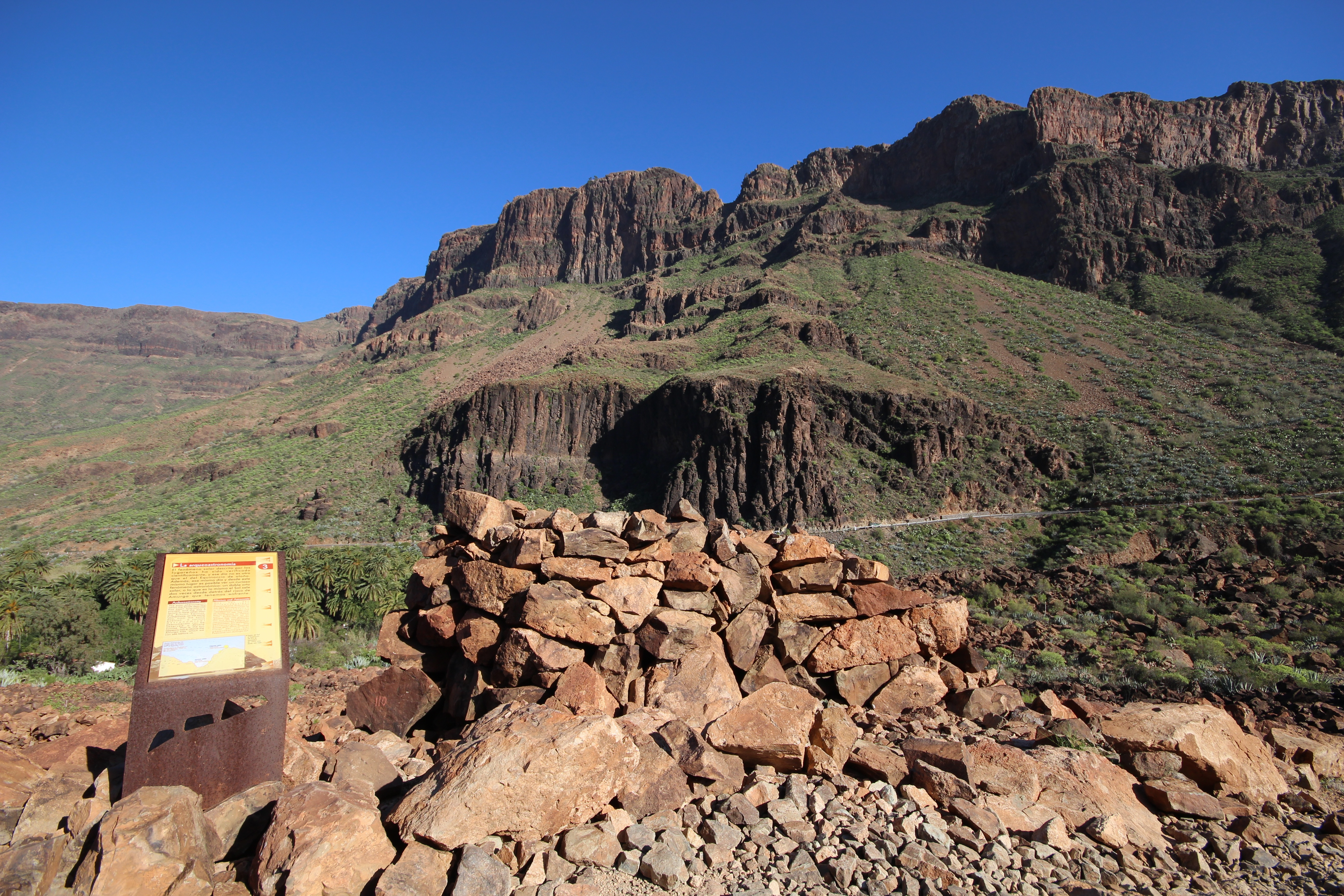
Arteara necropolis